# Борисов, Прокофий Семёнович
Прокофий Семёнович Борисов (1873 — ?) — крестьянин, депутат Государственной думы Российской империи I созыва от Воронежской губернии.

## Биография

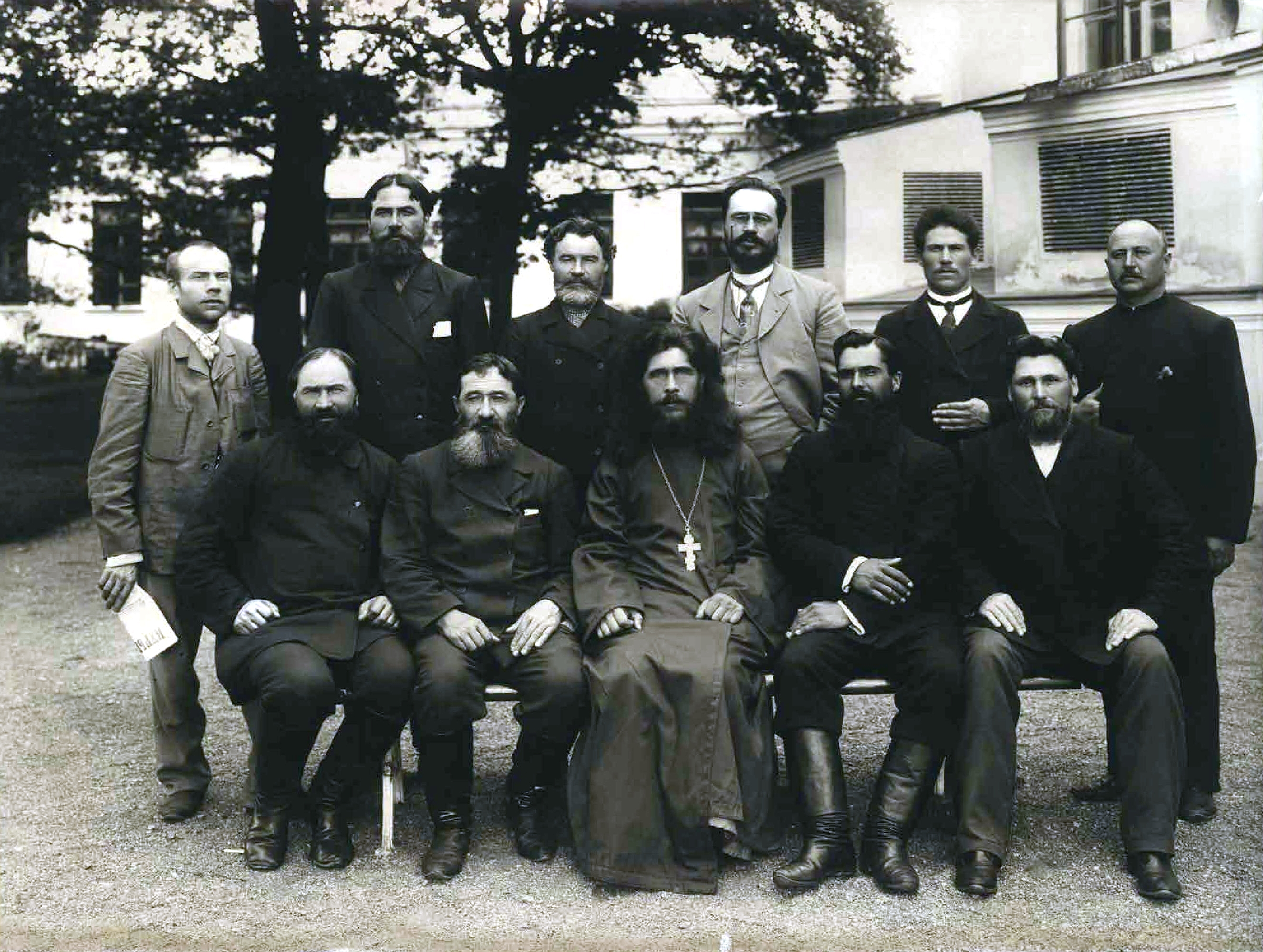
Члены Государственной Думы I созыва от Воронежской губернии. Стоят: Д. Я. Медведев, И. Я. Пушкарский, Е. И. Крамаренко, А. Г. Хрущов, М. М. Торшин, Ф. М. Зиновьев; сидят: Н. Д. Савельев,Ф. А. Кругликов, А. В. Поярков, П. С. Борисов, Я. А. Осадчий

Православный, крестьянин села Туровка Туровской волости Нижнедевицкого уезда Воронежской губернии. Имел только начальное образование. Долго служил на военной службе и дошёл до звания фельдфебеля. Был волостным старшиной. Имел только 30 квадратных саженей земли (0,014 га). Беспартийный, придерживался консервативных политических взглядов.
16 апреля 1906 избран в Государственную думу I созыва от общего состава выборщиков Воронежского губернского избирательного собрания. По сведениям трудовиков оставался беспартийным до конца работы думы, по данным современных историков позднее вошёл в Конституционно-демократическую фракцию. Состоял в Комиссии по исполнению государственной росписи доходов и расходов.
Дальнейшая судьба и дата смерти неизвестны.

### Рекомендованные источники
- Марков С. А. Борисовы: [о первом и последнем депутате Государственной Думы П. С. Борисове и о судьбе его родственников] // Воронежское краеведение: Опыт, проблемы и перспективы развития в XXI веке : материалы обл. науч.-практ. краевед. конф., посвящ. 15-летию деятельности обл. Совета краеведов и памяти Р. Г. Демидова, 10 окт. 2004 г. — Воронеж, 2005. — С. 78-83.